# IC 2203
IC 2203 — галактика типу SBc () у сузір'ї Близнята.
Цей об'єкт міститься в оригінальній редакції індексного каталогу.